# Rikard N. Skoglund
Rikard N. Skoglund, född 26 juni 1989, i Selångers församling, Västernorrlands län,  är en svensk/internationell travkusk och travtränare. Han har sin licens vid Solvalla travbana.
Han anlitas framförallt som kusk (catch driver) Han har kört flera stjärnhästar som exempelvis On Track Piraten, som han segrat i Gulddivisionen med. Han har även kört Zarenne Fas med vilken han segrade i Grosser Preis von Deutschland, vilket är Tysklands största travlopp och Racing Brodda som han bl.a. vunnit Derbystoet med.

## Karriär
Skoglund kommer från en travfamilj och hans far Anders Skoglund var travtränare. Han är utbildad på Wångens travgymnasium. Efter studierna började han arbeta som lärling hos Jan-Olov Persson och senare hos Åke Svanstedt. År 2009 tog han sin första seger på V75, som kusk bakom hästen Vildvitter (som han även var delägare i). Samma år var han en av fyra nominerade i kategorin "Årets Komet" på Hästgalan i februari 2010, som vanns av Jennifer Tillman.
År 2011 tog Skoglund som den yngsta i landet ut sin proffstränarlicens och bedriver sedan dess egen tränarverksamhet i Njurunda tillsammans med sambon Lina Bergström.
Den 22 december 2019 fick Skoglund chansen att köra Zarenne Fas i Critérium Continental på Vincennesbanan i Paris. I loppet mötte han bland annat svenske Campo Bahia och franske Face Time Bourbon.
2020 flyttade Skoglund till Stockholm för att satsa fullt ut som catch driver med Solvalla som hemmabana. Han har sedan flytten etablerat sig som en av Sveriges framgångsrikaste kuskar med segrar såväl nationellt som internationellt. I maj körde han för första gången en av världens största travlopp, Elitloppet, med den finsktränade hästen Chief Orlando. Han har under flera år tillhört de kuskar som vinner flest lopp i landet och var tvåa i den allsvenska kuskligan 2021 endast slagen av Ulf Ohlsson.

## Segrar i större lopp
| År   | Lopp                                 | Häst              | Tränare           | Grupp   |
| ---- | ------------------------------------ | ----------------- | ----------------- | ------- |
| 2018 | Klass II-final, feb                  | Weekend Fun       | Daniel Wikberg    | -       |
| 2018 | Diamantstoets final, sept            | Under the Counter | Joakim Elfving    | -       |
| 2019 | Gulddivisionen, försök, feb          | On Track Piraten  | Hans R. Strömberg | -       |
| 2019 | Färjestads Jubileumslopp             | On Track Piraten  | Hans R. Strömberg | -       |
| 2019 | Margaretas Tidiga Unghästserie, mars | Racing Brodda     | Mattias Djuse     | -       |
| 2019 | Bronsdivisionens final, mars         | Perfect Dynamite  | Tina Lisell       | -       |
| 2019 | Derbystoet                           | Racing Brodda     | Mattias Djuse     | Grupp 1 |
| 2019 | Grosser Preis von Deutschland        | Zarenne Fas       | Jerry Riordan     | Grupp 1 |
| 2019 | Axel Jensens Minneslopp              | Zarenne Fas       | Jerry Riordan     | Grupp 2 |
| 2020 | Svampen Örebro                       | Mi Ma Ohrtus      | Joakim Elfving    | Grupp 2 |
| 2021 | Ragnar Thorngrens Minne              | Mr Mah Can        | Robert Bergh      | -       |
| 2023 | E3 Final ston                        | Coral Coger       | Ola Åsebö         | Grupp 1 |
| 2023 | Prix Readly Express                  | Staro Mack Crow   | Katja Melkko      | Grupp 2 |
| 2023 | Svampen Örebro                       | Matchmadeinheaven | Fredrik Wallin    | Grupp 2 |